# Saint Antoine l’Abbaye
Saint Antoine l’Abbaye ist eine französische Gemeinde mit 1.258 Einwohnern (Stand 1. Januar 2022) im Département Isère in der Region Auvergne-Rhône-Alpes. Sie gehört zum Arrondissement Grenoble und ist Mitglied im Gemeindeverband Saint-Marcellin Vercors Isère Communauté.
Die Gemeinde entstand mit Wirkung vom 31. Dezember 2015 als Commune nouvelle durch Zusammenlegung der bis dahin selbstständigen Gemeinden Dionay und Saint-Antoine-l’Abbaye (Schreibweise mit Bindestrichen), wobei fortan nur Dionay den Status einer Commune déléguée besitzt. Der Verwaltungssitz befindet sich in Saint-Antoine-l’Abbaye.

## Gemeindegliederung
| Ortsteil                                 | ehemaliger INSEE-Code | PLZ   | Fläche (km²) | Höhenlage (m) | Einwohnerzahl (2020) | Dichte (Einw. je km²) |
| ---------------------------------------- | --------------------- | ----- | ------------ | ------------- | -------------------- | --------------------- |
| Saint-Antoine-l’Abbaye (Verwaltungssitz) | 38359                 | 38160 | 22,03        | 274–578       | 1078                 | 48,3                  |
| Dionay                                   | 38145                 | 38160 | 13,93        | 392–625       | 0119                 | 08,5                  |

## Geografie
Saint Antoine l’Abbaye liegt etwa 41 Kilometer westlich von Grenoble und etwa 37 Kilometer nordöstlich von Valence in der historischen Landschaft der Dauphiné am südwestlichen Rand des Départements an der Grenze zum benachbarten Département Drôme. Aus dem Gemeindegebiet entwässern der Fluss Furand mit seinen Zuflüssen zur Isère, die knapp außerhalb der östlichen Gemeindegrenze verläuft.
Das Bodenrelief zeigt eine durchweg hügelige Land, westlich, nördlich und östlich des Furand-Tals mit höheren Erhebungen, im Norden bis 625 m Höhe. Das Ortszentrum liegt auf etwa 490 m Höhe. Das Zentrum der Gemeinde liegt auf etwa 375 m Höhe, der tiefste Punkt wird mit 269 m Höhe im äußersten Süden beim Austritt des Furand aus dem Gemeindegebiet gemessen.
Teile des Gebiets von Saint Antoine l’Abbaye gehören zum 2480 Hektar großen Natura-2000-Schutzgebiet „Étangs, landes, vallons tourbeux humides et ruisseaux à écrevisses de Chambaran“ (FR8201726) sowie von fünf ZNIEFF-Naturzonen.
Umgeben wird Saint Antoine l’Abbaye von den acht Nachbargemeinden:
| Valherbasse (Drôme) | Roybon                                      | Bessins          |
| Montmiral (Drôme)   | Kompassrose, die auf Nachbargemeinden zeigt | Saint-Appolinard |
| Montagne            | Saint-Bonnet-de-Chavagne                    | Chatte           |

## Sehenswürdigkeiten
| Name                                            | Ort                    | Bemerkungen                                                                                                   | Bild |
| ----------------------------------------------- | ---------------------- | --- | ---- |
| Ehemalige Abtei, heute Rathaus (Hôtel de ville) | Saint-Antoine-l’Abbaye | Gegründet 1070, Kirche im 14. Jahrhundert errichtet, seit 1981 und 1993 als Monument historique klassifiziert |      |
| Ehemalige Pfarrkirche Notre-Dame de la Jayère   | Saint-Antoine-l’Abbaye | 12. Jahrhundert, seit 2004 als Monument historique eingeschrieben                                             |      |
| Gotische Kirche Saint-Julien                    | Dionay                 | |      |
| Friedhofskapelle in Saint-Jean-de-Fromental     | Dionay                 | 12. Jahrhundert, seit 1910 als Monument historique klassifiziert                                              |      |

## Bildung
Die Gemeinde verfügt über zwei öffentliche Vor- und Grundschulen (Écoles primaires).

## Sport und Freizeit
Der GRP Tour du pays de St-Marcellin et de St-Antoine l’Abbaye, ein Sentier de grande randonnée de pays, ein Rundwanderweg von 40 bis 45 Kilometer Länge, durchquert das Gemeindegebiet.

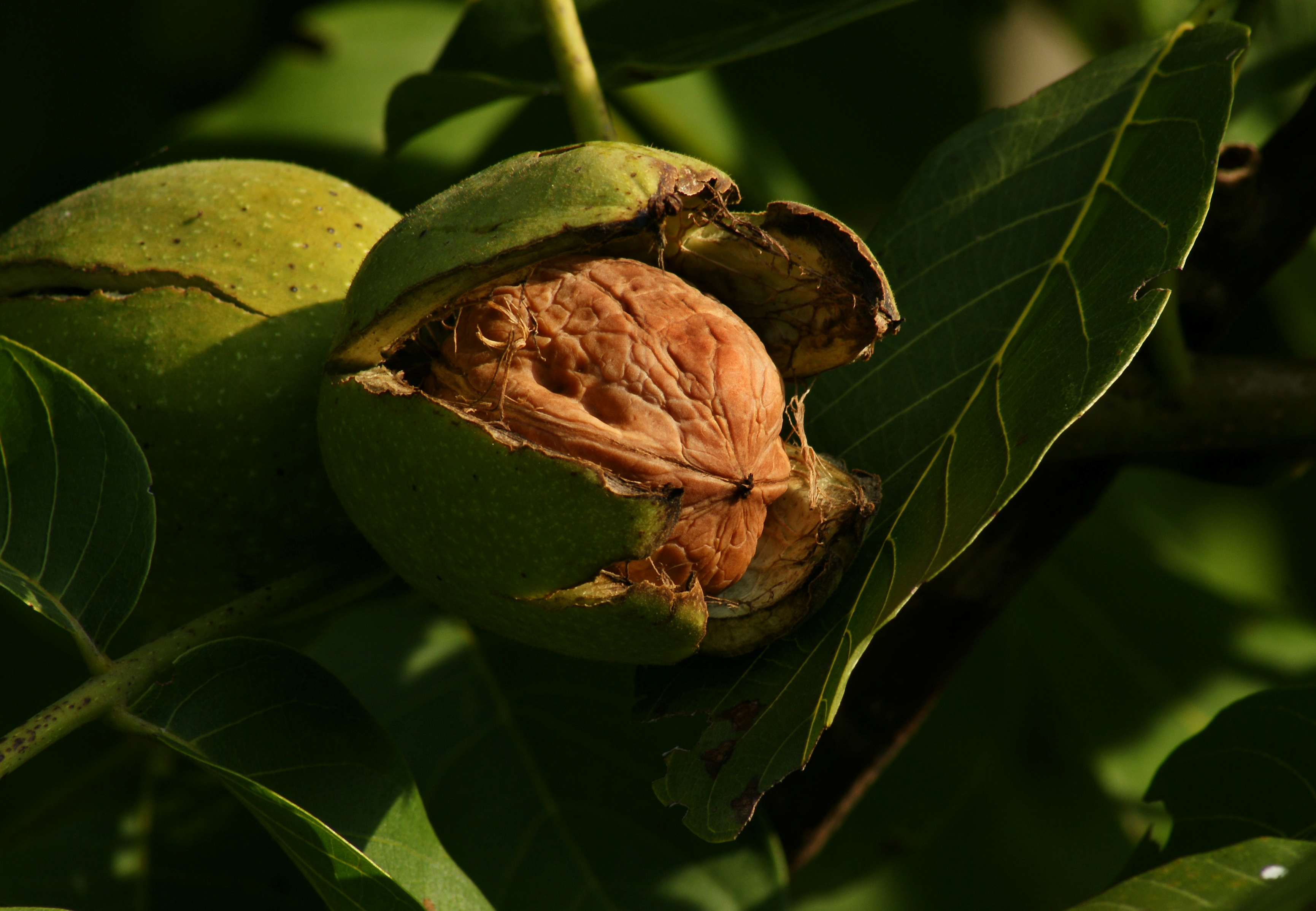
Walnußfrucht

## Wirtschaft
Saint Antoine l’Abbaye liegt in der Zone AOC der Noix de Grenoble (Walnuss).

## Verkehr
Die Gemeinde liegt fernab von größeren Verkehrsachsen. Die Departementsstraße 20B/27 verbindet die Zentren den Ortsteile Saint-Antoine-l’Abbaye und Dionay miteinander, mit Roybon im Norden und mit Saint-Marcellin im Süden.
Busse einer Linie unter der Regie der Region Auvergne-Rhône-Alpes verbinden Saint-Antoine-l’Abbaye mit Roybon und mit Saint-Marcellin über Chatte.

## Gemeindepartnerschaft
Saint Antoine l’Abbaye pflegt eine Gemeindepartnerschaft mit der Gemeinde Sermoneta in der italienischen Region Latium.